# Pflege Waldrach
Die Pflege Waldrach war ein Verwaltungs- und Gerichtsbezirk im Amt Pfalzel des Kurfürstentums Trier und umfasste zum Ende des 18. Jahrhunderts die Orte Bonerath, Eitelsbach, Farschweiler, Filsch, Gutweiler mit Sommerau, Hinzenburg, Hockweiler, Irsch, Kasel, Korlingen, Morscheid, Osburg, Riveris, Schöndorf, Thomm und Waldrach.